# 第1屆威尼斯影展
第1屆威尼斯影展在義大利威尼斯當地時間1932年8月6日到8月21日舉行，這次競賽並未頒發任何官方獎項。《化身博士》（Dr. Jekyll and Mr. Hyde）是影展史上首部放映電影。

## 獎項
- 最佳男演員獎：弗雷德里克·馬區（Fredric March）
- 最佳女演員獎：海倫·海絲

## 外部連結
- Venice Film Festival:1932 （页面存档备份，存于） at Internet Movie Database